# Locanda delle Fate
Locanda delle Fate é um grupo italiano de rock progressivo ativo sobretudo nos anos 1970.

## História
Contendo uma rica formação com duas guitarras e dois teclados, além de um excelente nível técnico, a Locanda delle Fate, originária de Asti, foi totalmente ignorada por ocasião do lançamento do seu único álbum, editado pela Polydor. A banda surgiu muito tarde na cena musical, a do progressivo italiano, que já se encontrava em declínio. Apesar disso, o seu progressivo rock sinfônico, ricamente arranjado, é inspirado e original, embora contenha óbvias influências do lado romântico de grupos progressivos ingleses.
Com o passar dos anos Forse le lucciole non si amano più se tornou uma referência do progressivo italiano de inspiração clássica com o bom cruzamento entre teclados, atmosferas sonhantes e ótimas partes vocais, como na longa música que dá título ao álbum, e ainda em Profumo di colla bianca ou a conclusiva Vendesi saggezza.
O CD Live, gravado em 1977 e publicado apenas em 1993 pode interessar aos apaixonados do grupo, ainda que contenha uma única música inédita, La giostra. As outras seis estão todas presentes no LP. A qualidade é boa, mas de nível bootleg.
Desiludido pelo desinteresse geral, o grupo publicou ainda dois singles mais comerciais, em 1978, com formação reduzida em cinco elementos, e em 1980, sob o nome abreviado de La Locanda, antes de terminar suas atividades.
Em 1996, a reunião de cinco dos sete componentes originais, sem o cantor Sasso e o tecladista Conta, levou à publicação de um novo disco saído em 1999 intitulado Homo homini lupus, um álbum com 11 músicas, de bom nível, mas muito próximo à forma musical da canção, e longínquo dos doces sons sonhantes do primeiro grande álbum.
O guitarrista Ezio Vevey colaborou, em 2002 na realização da ópera-rock La rete di Ulisse com o grupo Genoma, que incluiu também Nik Comoglio, no teclado, Cyrus Scognamiglio, no baixo, e Steve Abrate, na bateria.
O outro guitarrista Alberto Gaviglio realizou um 45 rotações solista, em 1981, Cosa resterà/Vacci piano (Fonit Cetra SP 1754).
Em 2006, o grupo original se reuniu novamente em estúdio, com a intenção de realizar um novo disco mais próximo ao estilo do LP de 1977, mas a reunião durou pouco.
Somente, em 2010, o histórico nome Locanda delle Fate voltou a rever por alguns concertos a formação que compreendia os membros originários do grupo. Leonardo Sasso, Oscar Mazzoglio, Luciano Boero e Giorgio Gardino, além do guitarrista Massimo Brignolo e o tecladista Maurizio Muha. Em 2012, sai um novo CD contendo novas gravações em estúdio de velhas músicas, além de um extrato de um concerto de 1977.

## Formação
- Leonardo Sasso (voz)
- Ezio Vevey (guitarra, voz)
- Alberto Gaviglio (guitarra, flauta, voz)
- Michele Conta (teclado)
- Oscar Mazzoglio (teclado)
- Luciano Boero (baixo)
- Giorgio Gardino (bateria)

## Discografia

### LP
- 1977 - Forse le lucciole non si amano più (Polydor, 2448 055)

### CD
- 1992 - Forse le lucciole non si amano più (Polydor, 519 389-2)
- 1993 - Live (Mellow MMP 140) Gravações de 1977
- 1999 - Homo homini lupus  BTF/VM 2000 (VM 066)
- 2012 - The missing fireflies Fading (FAD-005)